# Raúl Araiza
Raúl Araiza Herrera (ur. 14 listopada 1964 roku w Meksyku) – meksykański aktor telewizyjny i filmowy.
Urodził się w rodzinie artystów jako syn reżysera Raúla Araizy i aktorki Normy Herrer, ma brata Armando. Kiedy miał osiem lat, rozpoczął karierę zawodową. Występował na scenie w spektaklach W ciemności mój śmiech (A Oscuras me da Risa), Królewna Śnieżka i siedmiu krasnoludków (Blanca Nieves y los Siete Enanos) oraz Trzech mężczyzn i obwieś (Tres Caballeros y un Sinvergüenza) w Los Angeles. 
Był związany z aktorką Danielą Castro. Żonaty, jest ojcem dwójki dzieci - syna Roberta i córki Camili. 

## Wybrana filmografia

### filmy kinowe
- 1995: Mujeres infieles jako Ricardo
- 1992: Modelo antiguo jako Gabriel Rivadeneira
- 1992: Supervivencia
- 1991: Hacer el amor con otro
- 1990: Venganza diabolica
- 1990: Al filo de la muerte jako Marcial
- 1989: Don't Panic jako Robert
- 1988: Día de muertos

### telenowele
- 2008: Miłosny nokaut jako Roberto Ochoa
- 2006: Amor mio jako Marcos Sinclai
- 2006: Flor del campo: Cruel destino
- 2004: Cancionera
- 2003–2004: Clap!... El lugar de tus sueños jako Gregorio
- 2001: Prawo do szczęścia (El Derecho de nacer) jako El Negro
- 2001–2002: El Juego de la vida jako Ezequiel Domínguez
- 2000: Locura de amor jako Iván Quintana
- 1998: Gotita de Amor jako Guillermo
- 1997: Maria Isabela (María Isabel) jako Andres
- 1996: Azul jako Javier
- 1996: La Culpa jako Miguel Ángel
- 1995: Retrato de familia jako Diego
- 1989: Las Grandes aguas
- 1987: Senda de gloria jako Ojciec Antonio Álvarez